# Пітер Коньєгвачіє
Пітер Коньєгвачіє  (англ. Peter Konyegwachie, 26 листопада 1965) — нігерійський професійний боксер, олімпійський медаліст.

## Аматорська кар'єра
На чемпіонаті світу 1982 програв в першому бою Адольфо Орта (Куба). На Іграх Співдружності 1982 став чемпіоном.
На Олімпійських іграх 1984 завоював срібну медаль.
- В 1/16 фіналу переміг Алі Факі (Малаві) — 5-0
- В 1/8 фіналу переміг Рафаеля Суньїга (Колумбія) — 4-1
- У чвертьфіналі переміг Чарльза Лубулва (Уганда) — 5-0
- У півфіналі переміг Тургут Айкач (Туреччина) — 5-0
- У фіналі програв Мелдріку Тейлору (США) — 0-5

## Професіональна кар'єра
1986 року дебютував на професійному рингу. На рингах Німеччини та Великої Британії впродовж 1986—1990 років провів 16 поєдинків, в яких здобув 15 перемог і зазнав поразки в останньому з проведених боїв.